# Myosorex tenuis
Myosorex tenuis — вид ссавців із родини Soricidae, поширений у Південній Африці та, можливо, у Мозамбіку. У горах Сутпансберг, провінція Лімпопо, їх завжди збирали на заболочених угіддях і вологих луках, а деякі зразки були зібрані на узбіччях туманних лісів, що підкреслює екологічну відмінність між цим видом і спеціалістом з лісів M. cafer.